# Вільгельм I (курфюрст Гессену)
Вільгельм I (нім. Wilhelm I.; 3 червня 1743 — 27 лютого 1827) — 1-й курфюрст Гессену в 1803—1807 і 1813—1827 роках, останній ландграф Гессен-Касселю в 1785—1803 роках (як Вільгельм IX).

## Життєпис
Походив з Гессенської династії, Кассельської гілки. Старший син курпринца Фрідріха Гессен-Кассельського і принцеси Марії Великобританської. Народився 1743 року в Касселі. 1747 року батьки розлучилися, а 1749 року батько прийняв католицизм. У 1755 році він офіційно анулював свій шлюб. У 1747—1751 роках молодий принц разом із матір'ю та двома своїми молодшими братами мешкав в Данії. Отримав у володіння графство Ганау-Мюнценберг, яким фактично до 1760 року керувала мати.
Напочатку 1760-х років остаточно перебрався до Ганау. 1 вересня 1764 року Вільгельм одружився зі своєю стриєчною сестрою з династії Данських Ольденбургів. Весілля відбулося в палаці Крістіансборг в Копенгагені. У 1769 році він найняв Маєра Амшеля Ротшильда, банкіра з Франкфурта-на-Майні, на посаду фактора для нагляду за операцією його власності та збором податків.
У 1785 році після смерті батька успадкував ландграфство Гессен-Кассель. Широко практикував торгівлю гессенськими солдатами за межами своєї держави, що приносило йому колосальні доходи і зробило одним із найбагатших німецьких князів свого часу. Так, продавав солдатів Великій Британії для війни проти американських колоній. Побудував замок-резиденцію Левенбург на високому пагорбі на схід від головного палацу Вільгельмсгеє.
1801 року надав патент Майєру Ротшильду на посаду придворного фактора Гессену. 1803 року стає курфюрстом Гессену. Використовував Франкфуртських Ротшильдів, щоб приховати свій фінансовий стан від Наполеона I. Потім ці гроші потрапили до Натана Майєра Ротшильда та потрапили до Лондону. На ці кошти фінансувалися британські військові кампанії в Португалії та Іспанії.
1806 року відмовився вступати до Рейнського союзу, створеного Францією. Як помста за підтримку Пруссії більшість володінь Вільгельма I у 1807 році були включені до складу Вестфальського королівства на чолі котрого стояв Жером Бонапарт, а решта — Ганау-Мюнценбург опинилися під прямим підпорядуванням Франції (з 1810 року стали частиною великого герцогства Франкфуртського). Сам ландграф зумів зберегти практично усю скарбницю, з якою зрештою перебрався до Праги. 
У червні 1808 року вступив до Тугендбунду (квазімасонського таємного товариства). Після поразки Наполеона I у битві при Лейпцигу 1813 року повернув владу над Гессеном. Негайно почав ліквідовувати наполеонівське законодавство, зокрема ліквідувати податкову свободу шляхти. У відповідь наштовхнувся на спроти станів, але зміг на деякий час придушити рух за конституційні права. 1814 року оголосив себе королем хаттів. Втім на Віденському конгресі не був визнаний королем.
1815 року вступив у Німецький союз. У 1817 році Вільгельм I розпочав будівництво величезного палацу Хаттенбург, який не було завершено до його смерті. 1818 року на конгресі Екс-ла-Шапель вдруге спробував домогтися за собою титулу короля, втім марно. Лише отримав почесне звернення «королівська високість». Натомість сам відмовився від титулу великого герцога, вважаючи титул курфюрства вище. 1819 року підтримав Карлбадське рішення зборів німецьких князів, що обмежувало свободу преси та діяльність університетів.
15 травня 1820 року підписав Віденський заключний акт, який було завершено процес утворення Німецького союзу. Помер Вільгельм I у Касселі в 1821 році. Поховано у склепі під каплицею замку Левенбург. Його наступником став його син Вільгельм II.

## Родина
Дружина — Вільгеміна Кароліна, донька Фредеріка V Ольденбурга, короля Данії
Діти:
- Марія Фрідеріка (1768—1839), княгиня Ангальт-Бернбурзька
- Кароліна Амалія (1771—1848), герцогиня Саксен-Гота-Альтенбурзька
- Фредерік (1772—1784)
- Вільгельм II (1777—1847), курфюрст Гессен-Касселя

25 бастардів